# Georges Mager
Georges Mager   (Tourcoing, 7 de novembre de 1884 - Housatonic, 20 de setembre de 1950) fou un músic francès i trompeta principal amb l'Orquestra Simfònica de Boston des de 1919 fins a la seva mort el 1950.
Va ser un reconegut trompetista a París abans de la Primera Guerra Mundial, tocant a l'Òpera de París, els concerts. Lamoureux i els concerts de la Societat del Conservatori. També va tenir una carrera alternativa com a cantant al duo amb la seva dona Claire, una coneguda soprano, i havia esperat a una carrera d'òpera. Després de servir a l'exèrcit francès durant la guerra, va arribar a Amèrica com a solista flugelhorn amb la Banda de la Guardia Republicana i es va dedicar a tocar a la Simfonia de Boston, primer com a violista, ja que no hi havia cap vacant per a trompeta, compartint estand amb Arthur Fiedler.
Va assumir la primera posició de trompeta el 1920. Format a França, va ser estudiant de J. Mellet (estudiant de Jean-Baptiste Arban) al Conservatori de París. Va ser defensor de l'ús de la trompeta C com a instrument orquestral i va tenir una gran influència en el seu desenvolupament i acceptació a Amèrica, treballant sobretot amb Vincent Bach. També va ser el primer trompetista a Amèrica a interpretar el Concerto de Brandenburg a Bach en la alta tesitura original. Mager estava a la facultat del Conservatori de Nova Anglaterra i va ser professor d'alguns dels trompetistes més influents de mitjan segle xx, inclòs Adolph Herseth (que es va convertir en trompeta principal de l'Orquestra Simfònica de Chicago), Roger Voisin (que va substituir a Mager com a trompeta principal de l'Orquestra Simfònica de Boston el 1950, Bernard Adelstein (que es va convertir en trompeta principal de l'Orquestra de Cleveland), Irving Sarin (que es va convertir en trompeta principal de l'Orquestra Simfònica de Pittsburgh i un respectat professor per si mateix, i Renold Schilke (que es va incorporar a la secció de trompeta de l'Orquestra Simfònica de Chicago i més tard es va convertir en un important fabricant de trompetes). També va ser professor del trompetista de jazz Leon Merian.
Mager també va fer importants contribucions a la literatura trompeta a través de diverses edicions de solistes francesos, entre ells de Guillaume Balay peça Petit Concertant, Henri Dallier, Fete Joyeuse, i Georges Hue Només d'Concert. Es troben a "Nou solos de concert" publicats per Southern Music Co (abans Andraud).